# Кристина (филм)
Кристина (енгл. Christine) је амерички хорор филм из 1983. режисера Џона Карпентера, рађен по новели Стивена Кинга са Китом Гордоном, Џоном Стоквелом и Александром Пол у главним улогама. Прича прати поседнути ауто марке Plymouth Fury, по имену Кристина, и њен утицај на живот свог новог власника.
Филм је зарадио преко 21 милиона долара и комбинација Карпентер-Кинг је очигледно уродила плодом пошто је филм постао култни класик.

## Радња
Арни Канингем одлучује да купи стари покварени аутомобил, за који му продавац каже да се зове Кристина. Иако родитељи и најбољи пријатељ, Денис Гилдер, покушавају да га одговоре од тога, Арни их не слуша и сво своје време посвећује поправљању Кристине. Денис убрзо сазнаје да су се претходни власник и цела његова породица угушили у Кристини, што посебно узнемири Арнијеве родитеље, који одлуче да му купе други ауто, али њега занима само Кристина. Кристина први пут показује своје натприродне моћи пред Арнијевом девојком, Ли, на коју је љубоморна и покушава да је убије, али Ли спаси случајни пролазник. Арни постаје свестан да Кристина може саму себе да поправља, због чега они постају још приснији. Кристина почиње да се свети свима који су покушали да стану између ње и Арнија и за пар дана 5 људи је мистериозно убијено. 
На крају филма, Арни испадне из Кристине док покушава да прегази Ли, набоде се на комад стакла и умире. Денис потом уништи Кристину машином за уништавање кола. 
Занимљиво је то што иако је Кристина ауто, она је централни лик филма и често своја осећања исказује музиком коју сама пушта на свом радиу. 

## Улоге
| Глумац            | Улога                          |
| ----------------- | ------------------------------ |
| Кит Гордон        | Арнолд „Арни” Канингем         |
| Џон Стоквел       | Денис Гилдер                   |
| Александра Пол    | Ли Кебот                       |
| Роберт Проски     | Вил Дарнер                     |
| Хари Дин Стантон  | детектив Рудолф „Руди” Џанкинс |
| Кристина Белфорд  | Регина Канингем                |
| Кели Престон      | Росин                          |
| Робертс Блосом    | Џорџ Либеј                     |
| Вилијам Острандер | Кларенс „Бади” Репертон        |
| Стив Теш          | Ричард „Ричи” Трелони          |
| Стјуарт Чарон     | Доналд „Дон” Ванденберг        |
| Малком Данар      | Питер „Мучи” Велш              |
| Дејвид Спилберг   | гдин Кејси                     |